# Thompson Peak
Thompson Peak je nejvyšší hora pohoří Sawtooth Range. Nachází se v Boise County, v centrální části Idaha. Leží v chráněné oblasti Sawtooth Wilderness.
Turisticky je dostupná od jezera Redfish Lake.